# Misery Signals
Misery Signals var ett amerikansk-kanadensiskt metalcoreband, ursprungligen från Madison, Wisconsin och Edmonton, Alberta som bildades 2002. De släppte fem studioalbum, två EP:s och två livealbum innan de upplöstes 2024.

## Historik
Bandet bildades 2002 av gitarristen Ryan Morgan och basisten Kyle Johnson. De hade tidigare spelat i hardcoreband som 7 Angels 7 Plagues, Hamartia och Compromise. Från det senare bandet rekryterade de sångaren Jesse Zaraska. Senare anslöt gitarristen Jeff Aust samt Ryan Morgans bror Branden på trummor.
År 2003 släppte Misery Signals sin debut-EP med samma namn. Den tillägnades två bandkollegor till Zaraska som omkommit i en trafikolycka under en turné. Låten "The Year Summer Ended in June" från EP:n skulle senare hamna på debutalbumet Of Malice and the Magnum Heart (2004) som utkom på Ferret Music.
På grund av intensivt turnerande efter släppet av debutalbumet uppstod friktion mellan medlemmarna, och Zaraska lämnade bandet. Han ersattes av Karl Schubach som rekryterades via Myspace. Den första skivan med honom på sång, Mirrors, släpptes 2006. Ytterligare en skiva skulle följa under 2008 innan bandet lades på is. Under denna period lämnade Ross och Johnson gruppen för att fokusera på andra projekt.
Misery Signals återupptog verksamheten 2011 och började skriva nytt material. Det fjärde albumet, Absent Light, släpptes 2013 på det brittiska skivbolaget Basick Records. Året därpå turnerade bandet i Australien i maj för att promota skivan. Efter turnén lämnade Schubach bandet och Zaraska återvände. Under augusti gav man sig ut på turnén Malice X i Nordamerika för att uppmärksamma tioårsjubileet av debutalbumet. Under 2019 turnerade gruppen i Europa tillsammans med Darkest Hour och Unearth.
Bandets sista album, Ultraviolet, släpptes 2020. Efter att ha turnerat i Kanada med Comeback Kid under 2022 meddelade Misery Signals under 2024 att bandet skulle upplösas, vilket också skedde efter en avskedsturné i Nordamerika samt spelningar i Europa.

## Medlemmar

### Slutlig banduppställning
- Ryan Morgan – leadgitarr, sång (2002–2024)
- Branden Morgan – trummor (2002–2024)
- Jesse Zaraska – sång (2002–2006, 2014–2024)
- Stu Ross – rytmgitarr, sång (2002–2010, 2014–2024)
- Kyle Johnson – basgitarr (2002–2010, 2013–2024)

### Tidigare medlemmar
- Karl Schubach – sång (2006–2014, 2024 live)
- Jeff Aust – gitarr (2002)
- Gregory Thomas – rytmgitarr, sång (2011–2014)
- Kent Wren – basgitarr (2011–2013)

## Diskografi[4]

### Studioalbum
- Of Malice and the Magnum Heart (2004)
- Mirrors (2006)
- Controller (2008)
- Absent Light (2013)
- Ultraviolet (2020)

### EP
- Misery Signals (2003)
- Sunlifter / Like Yesterday (2016)

### Livealbum
- Live at Rain City Recorders (2022)
- Live in Isolation (2023)